# 아이 엠 오메가
《아이 엠 오메가》(영어: I Am Omega)는 2007년 공개된 미국의 영화이다.

## 출연

### 주연
- 마크 다카스코스
- 조프 미드

### 조연
- 제니퍼 리 위긴스
- 그레고리 폴 스미스
- 매튜 볼튼
- 프랭크 포브스
- 찰스 피크 주니어

## 기타
- 원작자: 리처드 매드슨
- 공동제작: 저스틴 존스
- 라인프로듀서: 자비에 S. 펄스로스키
- 조감독: 저스틴 존스
- 특수분장: 타라 랭
- 분장: 타라 랭
- 프로덕션매니저: 대니 맬도나도